# Hornachos (kommunhuvudort)
Hornachos är en kommunhuvudort i Spanien.   Den ligger i provinsen Provincia de Badajoz och regionen Extremadura, i den sydvästra delen av landet, 290 km sydväst om huvudstaden Madrid. Hornachos ligger 482 meter över havet och antalet invånare är 3 799.
Terrängen runt Hornachos är platt söderut, men norrut är den kuperad. Terrängen runt Hornachos sluttar västerut.Runt Hornachos är det glesbefolkat, med 12 invånare per kvadratkilometer. Närmaste större samhälle är El Casar, 12,7 km öster om Hornachos. Omgivningarna runt Hornachos är i huvudsak ett öppet busklandskap.